# Jožko Udovič
Jožko Udovič (ilegalno ime Nino), slovenski politični delavec, * 18. marec 1910, Trst, Avstro-Ogrska, † 14. januar 1943, Trst.

## Življenje in delo
Osnovno šolo je obiskoval v rojstnem kraju, se tu izučil za slaščičarja, delal v slaščičarni do pobega iz Trsta preko Tolmina v Jugoslavijo (1930), ker je kot član Mladinskega društva pri Sv. Ivanu v Trstu sodeloval s tigrovcema Franom Marušičem in Ferdom Bidovcem. Po prihodu v Slovenijo je najprej živel v Celju, nato v Ljubljani, kjer je bil član emigrantskega društva Soča, od 1934 pa v Zagrebu, kjer se je vključil v emigrantsko društvo Istra, sodeloval s sindikati v stavkah ter 1937 postal član KPJ. Do leta 1941 je bil večkrat aretiran in zaprt. Ob napadu Nemčije na Jugoslavijo je v zagrebški delavski četrti Trešnjevka organiziral osvobodilno gibanje. Ustaška policija mu je bila nenehno na sledi, zato se je novembra 1942 vrnil v Trst in sodeloval s tamkajšnimi aktivisti, bil član novoustanovljenega okrožnega komiteja KPS za Trst, predvsem pa je vzdrževal stike s Komunistično partijo Italije (KPI) ter organiziral odhajanje v partizane, dokler ni prišlo ob odhodu mladincev iz Trebč v NOV do spopada s policijo, ki je enega mladinca ujela, zaslišala in razkrila Udovičevo organizacijo. V policijski akciji so Udoviča v tržaški ulici Ginnastica obkolili, on pa si je sodil sam.